# Diably, diably
Diably, diably es una película de 1991 de la directora polaca Dorota Kedzierzawska que recrea los momentos de tensión que se viven en una aldea cuando un grupo de familias nómadas acampan en las cercanías. Los lugareños más mayores no aceptan la presencia de los recién llegados, mientras que los jóvenes espían sus costumbres con la curiosidad que provoca la novedad. El argumento se entreteje al hilo de la protagonista, Mala, una joven lugareña que va a visitarlos con asiduidad y desposeída de prejuicios.

## Trasfondo
Diably, diably trata de ser un pequeño testimonio del rechazo que durante siglos ha sufrido por parte de otras poblaciones la etnia gitana, en especial de aquellos romaníes que deambulan de lugar a otro de acuerdo con sus costumbres nómadas. 
Pero la película no se queda ahí. Retrata actitudes de la psicología humana que se presentan en todas las culturas, como el miedo a la diferencia, la territorialidad o la inquietud ante acontecimientos novedosos que pudieran llegar a cambiar las costumbres asentadas de un pueblo. Es inevitable que todo ello acabe desembocando en el conflicto.
Junto con estos temas, la directora perfila de modo especial la psicología de algunos personajes insertos en la acción: Mala, el joven que la pretende... de esta manera la película no es simplemente la recreación de un problema social, sino que cuenta con unos protagonistas que personalizan y dan vida al guion.

## Puesta en escena
La película, parca en diálogos, cuenta la historia a través de miradas, sonidos, cantares y romaní. No es tan importante lo que se dice como lo que se ve y escucha. La directora echa mano de algunas técnicas del cine vanguardista y postmoderno como la fragmentación y la yuxtaposición, y saca lo mejor de cada actriz, de cada actor, usando preponderantemente primerísimos planos. Las texturas y movimientos van guiando al espectador para profundizar en la psicología de cada personaje y de cada etnia. 